# Liste der Naturschutzgebiete in der Stadt Nürnberg
In der Stadt Nürnberg gibt es drei (Stand Dezember 2018) Naturschutzgebiete.
| Name                          | Bild | Kennung                   | Einzelheiten | Position | Fläche Hektar | Datum |
| ----------------------------- | ---- | ------------------------- | --- | -------- | ------------- | ----- |
| Sandgruben am Föhrenbuck      |      | NSG-00407.01 WDPA: 165316 | Nürnberg Ehemalige Sandgruben.                                                                                        | ⊙        | 21,93         | 1992  |
| Hainberg                      |      | NSG-00493.01 WDPA: 163484 | Oberasbach Größtes zusammenhängendes Sandmagerrasengebiet Nordbayerns. Landkreis Fürth = 196,73 ha Nürnberg = 14,8 ha | ⊙        | 211,53        | 1995  |
| Pegnitztal Ost                |      | NSG-00758.01 WDPA: 396073 | Nürnberg Naturnaher Abschnitt des Pegnitztales mit Sandmagerrasen, Extensivgrünland, Au- und sonstigen Wäldern.       | ⊙        | 221           | 2018  |
| Legende für Naturschutzgebiet |      |                           | |          |               |       |